# 임준걸
임준걸(중국어 간체자: 林俊杰, 정체자: 林俊傑, 병음: Lín Jùnjié, 1981년 3월 27일 ~ )은 싱가포르의 가수, 싱어송라이터, 연기자이다. 그는 대만계 싱가포르인으로 그의 대만계 직계 조상이 거주했던 원적지는 중화민국 푸젠 성 진먼이다. 2003년 4월 10일《樂行者》로 데뷔하였고, 현재 중화민국 내에서 가수, 작사가, 작곡가, 연기자로서 활동중이다.

## 발표앨범

### 정규앨범
- 1집 - 《樂行者》（2003-04-01）
- 2집 - 《第二天堂》 （2004-06-04）
- 3집 - 《編號89757》 （2005-04-01）
- 4집 - 《曺操》（2006-02-17）
- 5집 - 《西界》 （2007-06-29）
- 6집 - 《JJ陸》 （2008-10-18）
- 7집 - 《林俊傑＿100天》
- 8집 - 《她说》
- 9집 - 《学不会Lost and Found》
- 10집- 《因你而在》
- 11집- 《新地球Genesis》

### 비정규앨범
- 《雙霸》（2007.11.06）
- 《JJ期待愛》（2008 2.20）
- 《表達愛EP》（2009-02-13）
- 《信心旅行》（2009-07）
- 《愛不會絶迹》（2009-09）

### 콘서트 발매앨범
- 《2006就是俊傑世界巡回演唱會》
- 《2007上海演唱會》
- 《音樂進化全過程》2007.1.24

### 피처링
- 《체크메이트(checkmate)(feat.JJ Lin)》- 정용화

## 드라마 출연작
- 2006년 중화민국 하이틴 드라마《花樣少年少女》에서 盧靜希역으로 출연
- 2007년 중화민국 하이틴 드라마《原來我不帥》에서 庄俊維역으로 출연
- 2007년 애니메이션《東海戰》에서 小龙王목소리 출연